# Kościół św. Ignacego Loyoli w Pęckowie
Kościół pw. św. Ignacego Loyoli - katolicki kościół parafialny znajdujący się w Pęckowie (ul. Powstańców Wielkopolskich 6) w gminie Drawsko, na północnym skraju Puszczy Noteckiej. 
Świątynia pochodzi z 1909, ale została gruntownie przebudowana z zatarciem cech pierwotnych w latach 1984-1986 (modernizm). Projektantem tej przebudowy był Henryk Helak z Koszalina. Od 1992 jest kościołem parafialnym. Autorem wyposażenia jest Józef Berdyszak, liczne witraże zaprojektował Andrzej Walkowiak, natomiast drogę krzyżową - Zofia Trzcińska-Kamińska.
Tablice pamiątkowe na elewacji wejściowej:
- Synowi naszej ziemi, lekkoatlecie, uczestnikowi XI Olimpiady w Berlinie, więźniowi Pawiaka i Oświęcimia, Józefowi Noji, 1909-1943, zamordowanemu w Oświęcimiu, w 50 rocznicę Olimpiady R.P. 1986 Pęckowianie (Józef Noji urodził się w Pęckowie),
- Jan Paweł II Papież Polak odszedł do Domu Ojca 2 VI 2005 21:37[2].

Przy kościele nagrobek ks. Józefa Kluczyńskiego (4.10.1939-26.11.1999) - proboszcza pęckowskiego.

## Galeria

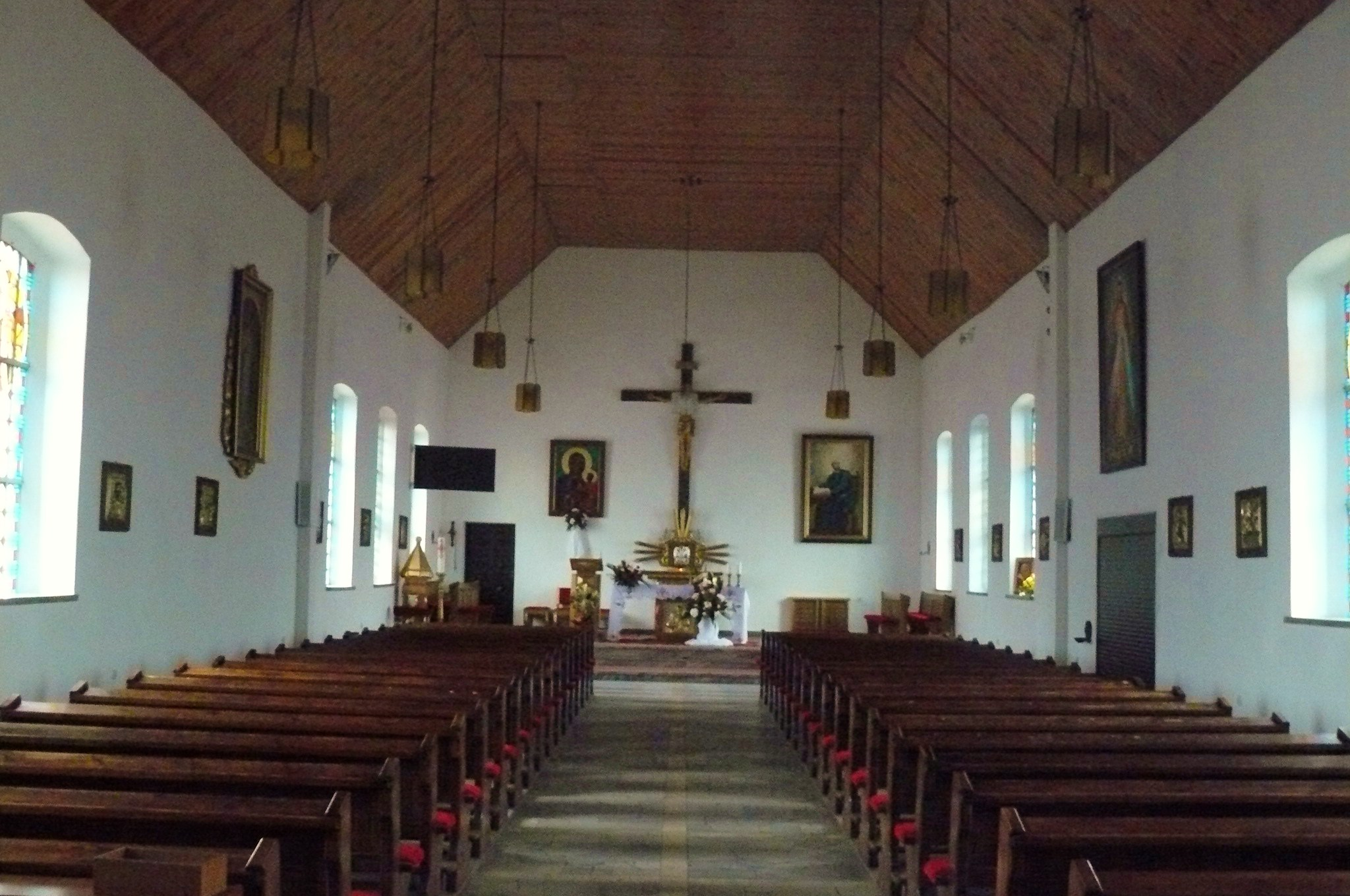
Wnętrze
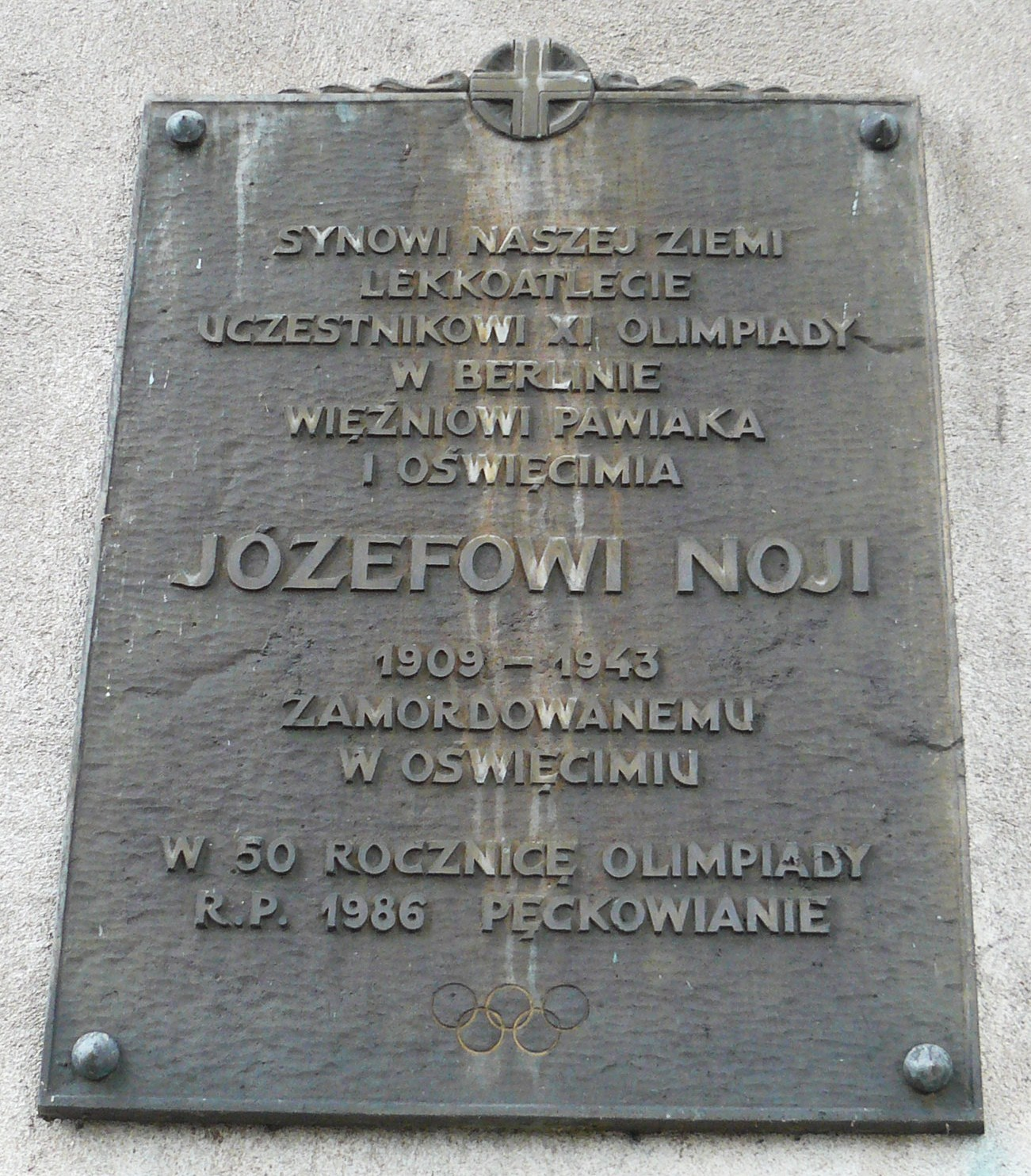
Tablica Józefa Noji
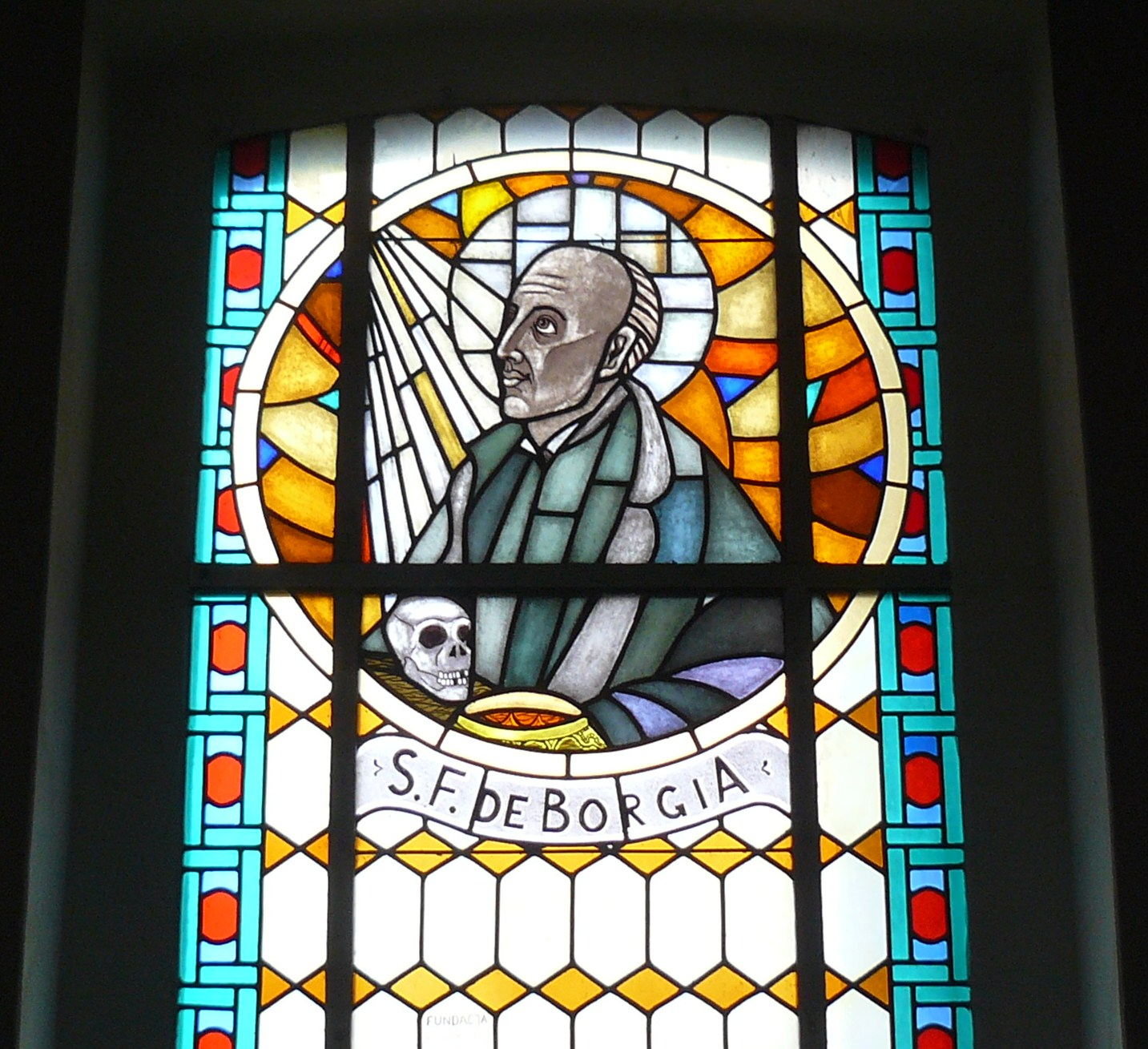
Witraż